# Lost in You
«Lost In You» —en español: «Perderme en ti»—  es el cuarto sencillo lanzado en el tercer álbum de Three Days Grace, Life Starts Now. La canción se empezó a difundir en las radio, a partir del 1 de febrero de 2011. Al igual que "Never Too Late", será una canción que llegue al top 40 en la radio. La canción es también el primer ingreso de la banda en las estaciones de música contemporánea para adultos.
"Lost In You" es considerado una especie de desvío para la banda de hard-rock. La canción expresa un sentimiento más afectuoso que lo que se encuentra normalmente en la música de la banda. Mientras que las guitarras eléctricas siguen desempeñando un papel destacado, la atención se centra en la voz de Adam Gontier y una melodía bien escrita.
La canción, a diferencia de la mayor parte de otros trabajos de la banda, es muy positiva.
Es una canción escrita con palabras sencillas: "Déjame entrar, déjame estar cerca de ti / Cambia de opinión, me perderé si es lo que quieres / De alguna manera he encontrado una manera de perderme en ti". La letra es agridulce como Gontier canta acerca de un amor que tiene sus altos y bajos.
El 15 de marzo de 2011, la banda lanzó un EP, a través de descarga en línea, que contiene la versión para piano de "World So Cold" y una versión de la canción de Fleetwood Mac "The Chain" en la promoción de "Lost in You".

## Lista de canciones del EP
| Standard Edition |                                        |          |  |
| N.º              | Título                                 | Duración |  |
| 1.               | «Lost On You»                          | 3:52     |  |
| 2.               | «World So Cold (Versión Piano)»        | 4:19     |  |
| 3.               | «The Chain (Versión de Fleetwood Mac)» | 3:50     |  |

## Posicionamiento en listas
| Lista (2011)                            | Mejor posición |
| --------------------------------------- | -------------- |
| Canadá (Hot 100)                        | 37             |
| Estados Unidos (Bubbling Under Hot 100) | 17             |
| Estados Unidos (Alternative Songs)      | 18             |
| Estados Unidos (Mainstream Rock Tracks) | 7              |
| Estados Unidos (Rock Songs)             | 17             |
| Estados Unidos (Adult Pop Songs)        | 23             |